# Valentina (Comic)
Valentina ist die bekannteste Comicfigur des italienischen Comiczeichners Guido Crepax und gleichzeitig sein erster großer Erfolg.

## Handlung
Nach dem Vorbild der von Crepax verehrten Schauspielerin Louise Brooks – mit der er in den 1970er Jahren auch einen Briefwechsel führte – schuf dieser 1965 die Figur der Mailänder Fotojournalistin Valentina Rosselli, die zuerst als Nebenfigur im Fantasy-Comic Neutron auftrat. Sie war ursprünglich die ewige Verlobte des mit übernatürlichen Fähigkeiten ausgestatteten Kunstkritikers und Laiendetektiv Philipp Rembrandt. Im Laufe von insgesamt 30 Jahren  – der letzte Valentina-Band von Crepax erschien 1995 – wandelt sich die Handlung von Valentina von mit Science Fiction durchdrungenen Detektivgeschichten zu erotisch dominierten Handlungen. So gibt Valentina sich in den Geschichten häufig erotischen Tagträumereien hin, die unter anderem auch die Bereiche des Fetischismus und Sadomasochismus betreten.

## Veröffentlichung
Der Comic Neutron, in dem Valentina zum ersten Mal auftrat, erschien 1965 in der zweiten Ausgabe der italienischen Comiczeitschrift Linus. Im deutschsprachigen Raum erschien Valentina zuerst im Jahr 1970 beim Berner Lukianos Verlag. Im April 1984 wurden die beim Bahia Verlag erschienenen Alben Valentina im Ofen und Valentina in Stiefeln von der Bundesprüfstelle für jugendgefährdende Schriften indiziert. Ein deutschsprachiges Magazin mit dem Namen Valentina, das neben der Titelfigur noch weitere Comics enthielt, kam nicht über die Eröffnungsnummer hinaus.
Die Geschichten von Valentina wurde zweimal verfilmt: 1973 spielte Isabelle de Funès, eine Nichte von Louis de Funès, die Rolle der Valentina Rosselli in dem Spielfilm Foltergarten der Sinnlichkeit 2 (Original Baba Yaga). In einer 1988 und 1989 für Italia 1 produzierten Serie mit insgesamt 13 Episoden von jeweils 30 Minuten verkörperte das Fotomodell Demetra Hampton die Titelrolle.

## Rezeption
1971 schrieb Christel Buschmann in der Zeit, dass man in dem im Jahr 1970 beim Berner Lukianos Verlag erschienenen Valentina-Band „ab und zu besonders schöne Zeichnungen und witzige Umsetzungen witziger Einfälle“ entdecke, aber es würde sich letztlich „doch mehr ein Interesse für Valentina als Weiterentwicklung anderer berühmter Comic-Mädchen und nicht für Valentina schlechthin“ einstellen. Für den Spiegel zählt Valentina zu den „getreue[n] Spiegelungen des alten patriarchalischen Bildes von der dressierten Frau“, die „sich bevorzugt geschunden, unter Peitschen, im Ledergeschirr oder in rasselnden Ketten, stöhnend vor Lust, Schmerz oder Angst […] präsentieren“. Laut Andreas C. Knigge hat Valentina „Crepax’ Ruf als einer der bedeutendsten Interpreten des erotischen Comics“ begründet. Für Harald Havas ist Valentina „das erste echte Sex-Comic“.